# Laurentius-Kirche (Kosel)

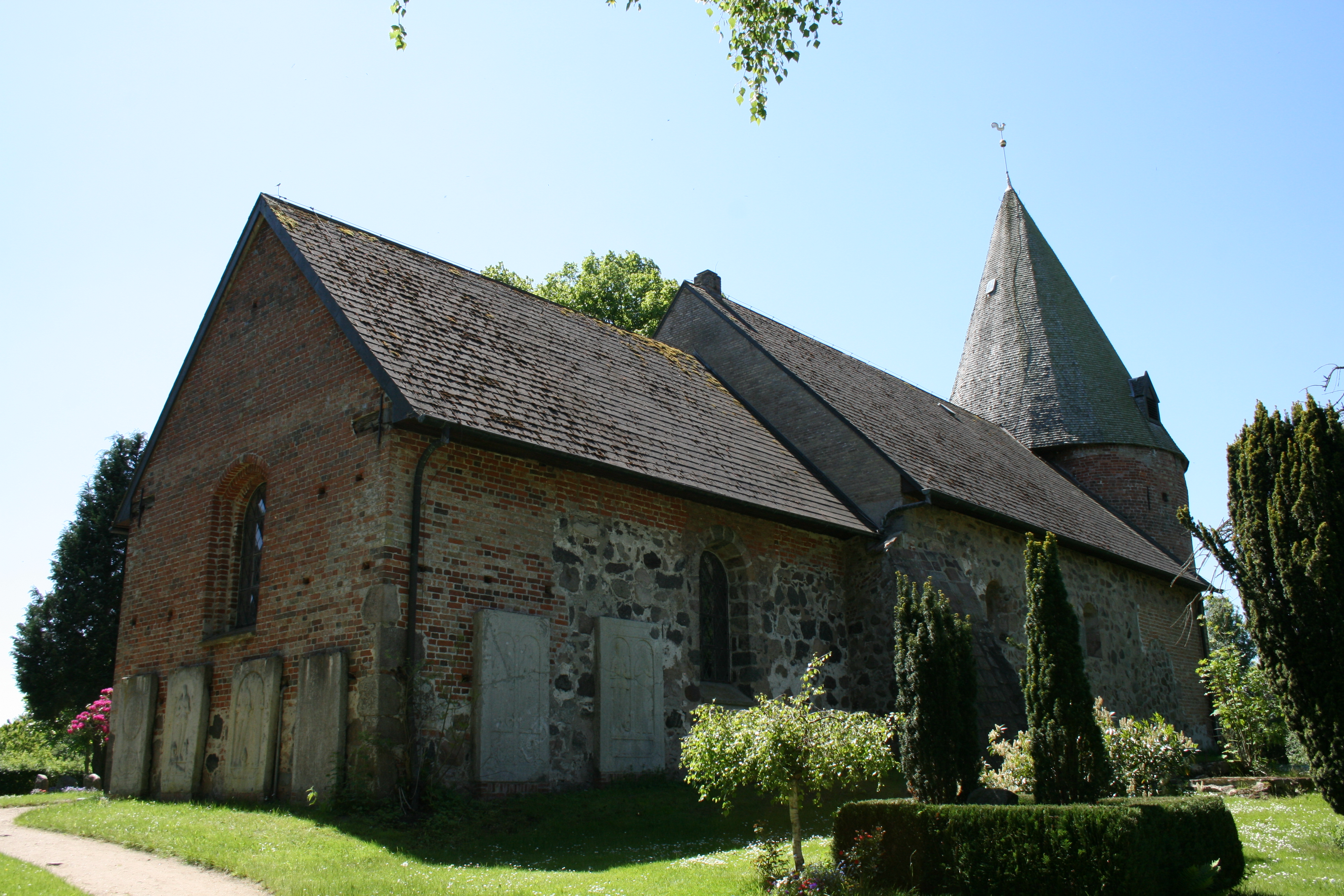
Laurentius-Kirche Kosel

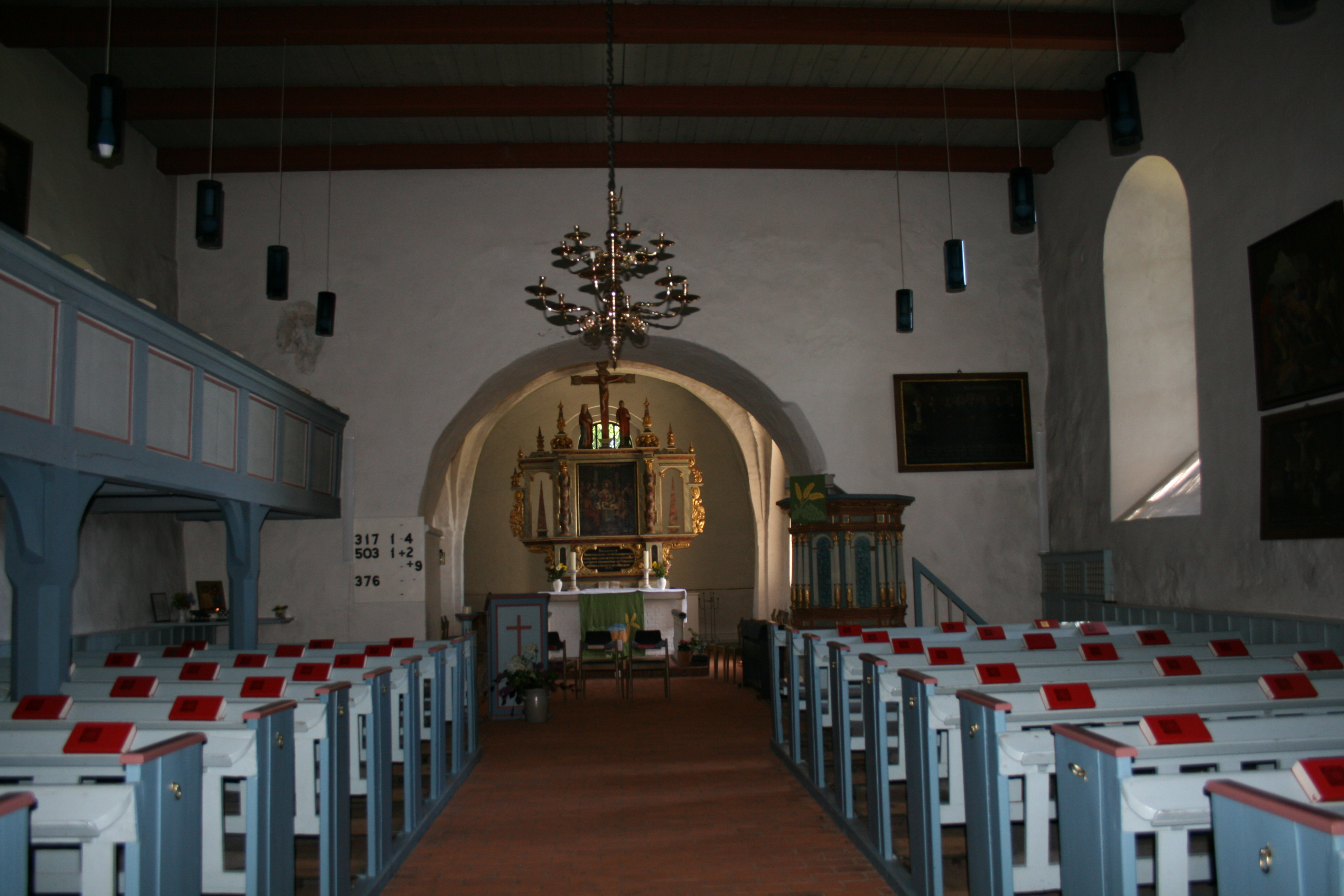
Innenraum der Laurentius-Kirche

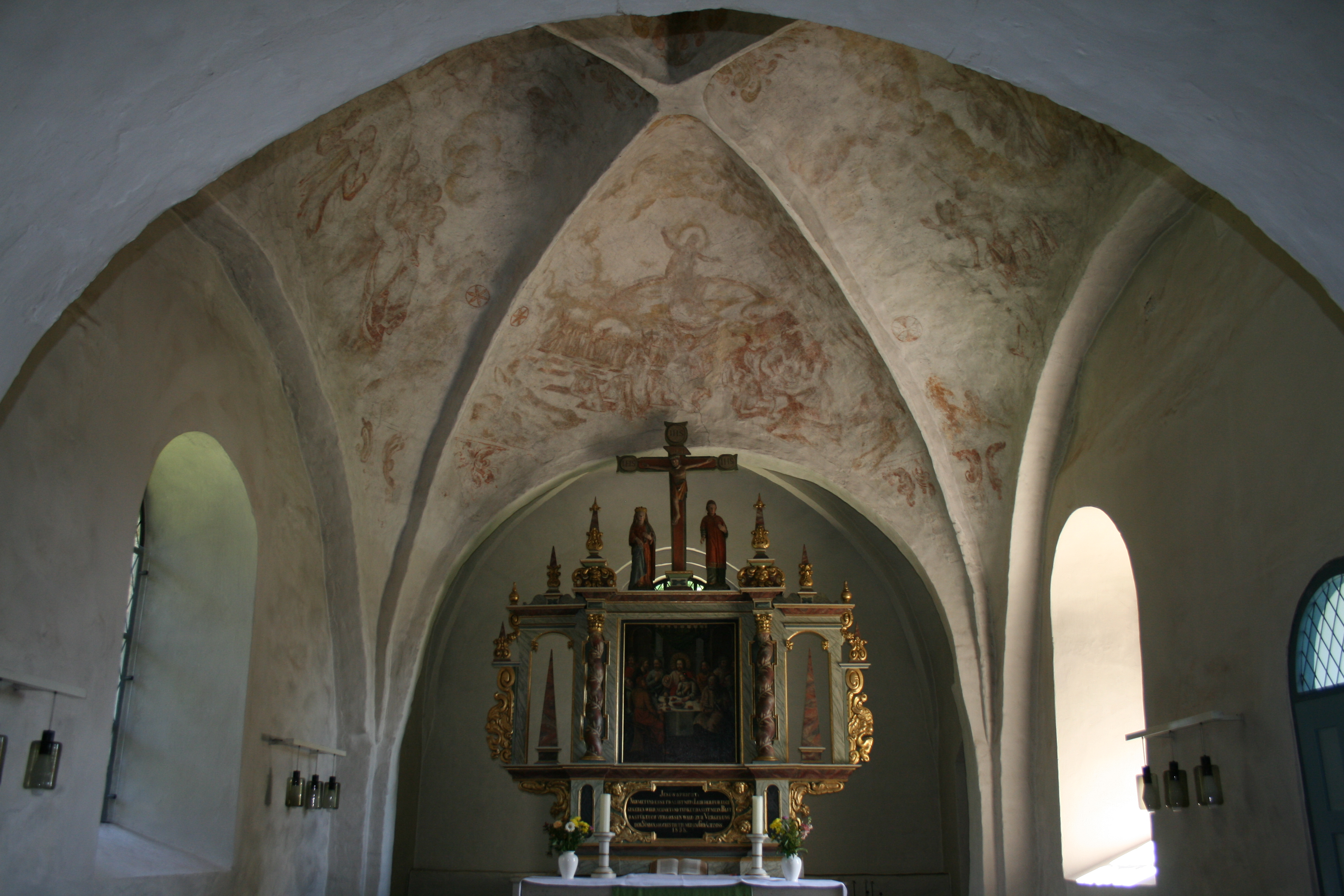
Altar und Deckenmalerei im Chor

Die Laurentius-Kirche in Kosel, eine romanische Feldsteinkirche mit einem massiven Rundturm, stammt aus dem 12. Jahrhundert. Sie trägt das Patrozinium des heiligen Laurentius von Rom. Die Namensgebung steht möglicherweise im Zusammenhang mit dem am Laurentiustag, dem 10. August 1250, in der Schlei vor Missunde ermordeten dänischen König Erik Plovpenning. Die Kirche gehört der evangelisch-lutherischen Kirchengemeinde Kosel im Kirchenkreis Rendsburg-Eckernförde in der Evangelisch-Lutherischen Kirche in Norddeutschland.

## Geschichte
Das Dorf Kosel ist im 12. Jahrhundert unter dem Namen Cosleve erstmals als Lehen des Bischofs von Schleswig erwähnt. Aus derselben Zeit stammt vermutlich die Kirche, die in einem von Anton Heimreich zitierten Catalogium oder Registrum aller Pröbsteyen des Schleswigschen Bisthums von 1300 als Kapelle bezeichnet ist. Das Schleswiger Domkapitel kaufte 1465 Otto Walstorp das Dorf ab.
Nach der Reformation ging der Besitz des aufgelösten Schleswiger Domkapitels auf den dänischen König über. Deshalb unterstand die Koseler Kirche anders als die anderen Kirchen in Schwansen keinem adligen Kirchenpatronat, sondern der König blieb bis 1864 alleiniger Patron. Der Gutsherr von Gut Eschelmark erhielt nur ein „Compatronat“, das ihm nur Akteneinsicht, aber keinerlei Entscheidungsbefugnis zusprach, ihn allerdings auch nicht zum Bauunterhalt verpflichtete, weshalb die Kirche lange in einem schlechten Zustand war.
Pastor Bernhard Flor, der 1646 sein Amt antrat, sorgte nicht nur für eine Instandsetzung der Kirche und den Ersatz des Reetdachs durch Holzschindeln, sondern auch für den Großteil der Innenausstattung.
1863 wurde die Kirche grundlegend renoviert. Dabei wurden die Wände um einen Meter erhöht und die Südwand erhielt drei große Fenster. Die kleinen romanischen Fenster bleiben nur an der Nordwand erhalten. Die Frauentür an der Nordwand wurde zugemauert. Das Dach wurde nun mit Schiefer gedeckt. Auch die Gruft unter dem Altarraum mit den Gräbern des Besitzers von Gut Eschelmark wurde zugemauert.
1968 erfolgte eine weitere Renovierung, bei der die im 19. Jahrhundert übertünchte Gewölbemalerei soweit möglich freigelegt und restauriert wurde. Die sieben Grabplatten, die seit 1863 im Mittelgang lagen, erhielten nun ihren Platz an den Außenwänden des Altarraumes. Die Kirche erhielt stattdessen einen Ziegelboden.

## Bau und Ausstattung
Die Kirche stammt wahrscheinlich aus der Zeit Waldemars I., der als Jarl von Schleswig und König von Dänemark an vielen Orten seines Reichs die früheren Holzkirchen durch Feldsteinkirchen ersetzen ließ. Sie ist ein kleiner, einschiffiger Bau mit einem eingezogenen Kastenchor, der im 13. Jahrhundert eingewölbt und im 17. Jahrhundert durch einen Backsteinanbau nach Osten verlängert wurde.

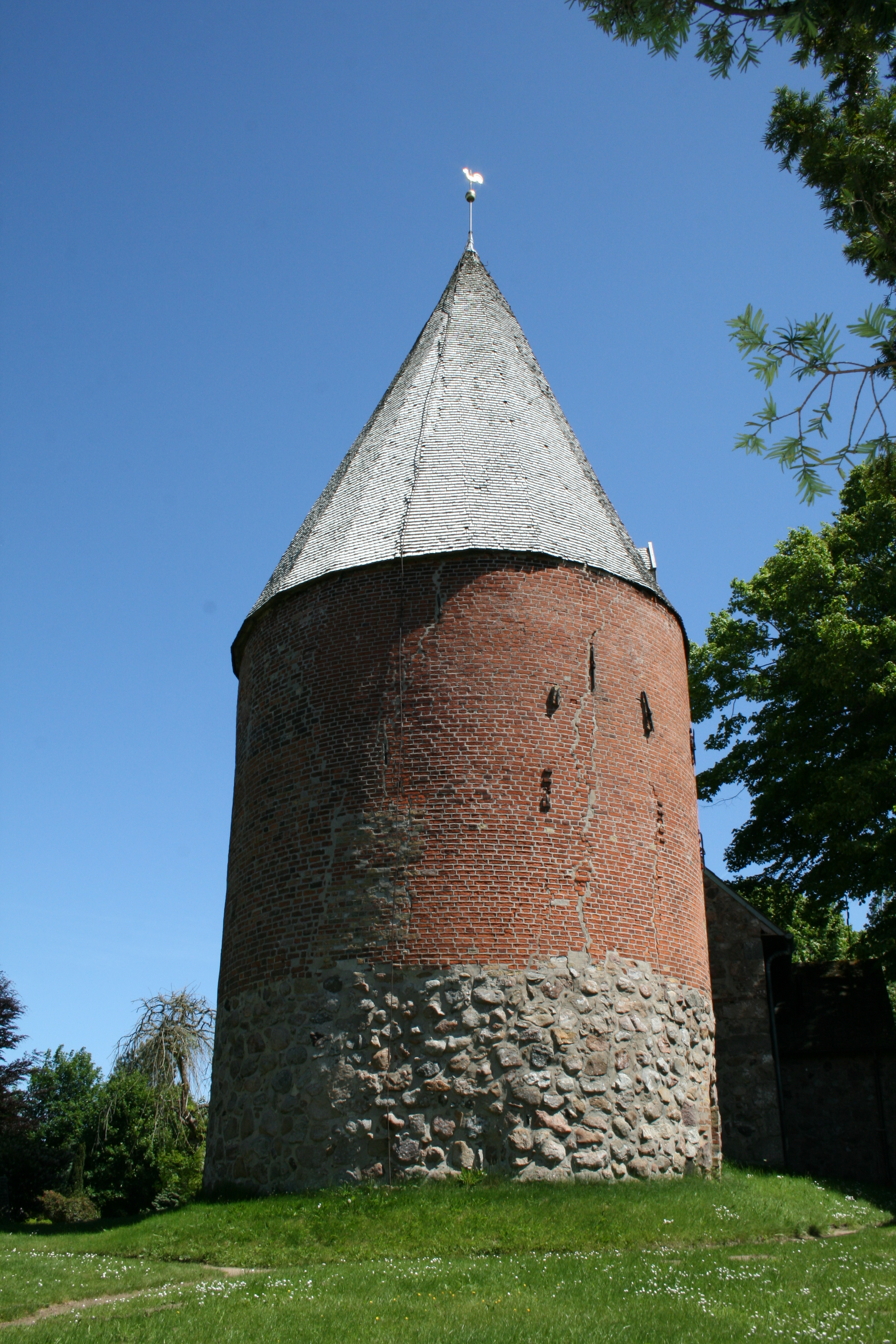
Rundturm

Der nachträglich mit dem Kirchenschiff verbundene Rundturm, dessen Grundgeschoss aus Feldstein vermutlich ebenfalls aus dem 12. Jahrhundert stammt, wurde später aus Backstein aufgemauert. Ob der Turm bereits ursprünglich als Kirchturm errichtet wurde oder ob es sich um einen älteren Aussichtsturm handelte, ist nicht mehr zu rekonstruieren. Ein Wehrturm war er aber wohl nicht, denn das Kirchdorf Kosel lag bis zum Dreißigjährigen Krieg nicht direkt neben der Kirche.

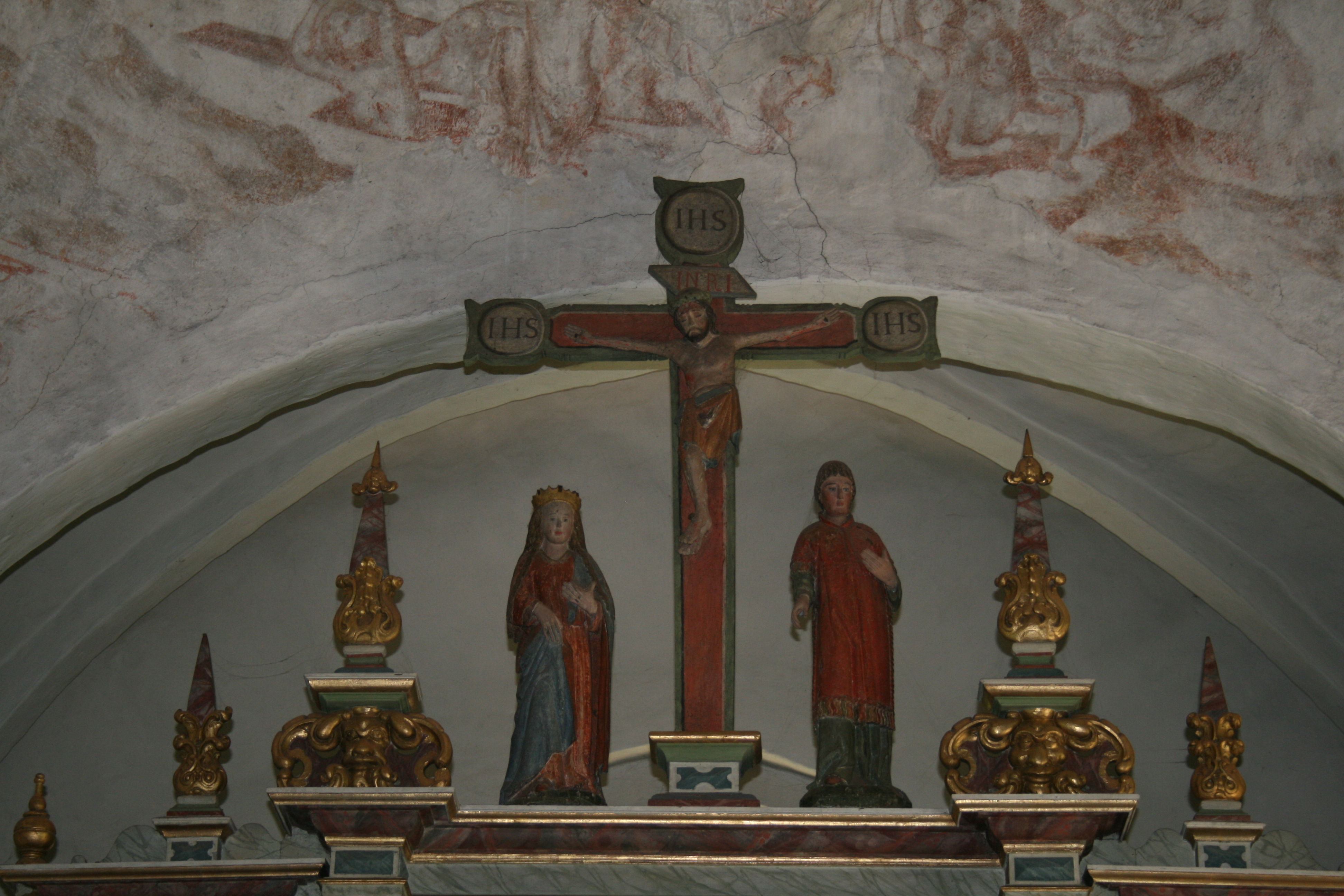
Kreuzigungsgruppe mit den Heiligen Katherina und Laurentius

Das älteste Ausstattungsstück ist ein Taufstein, der etwa aus der Zeit stammt, in der diese Kirche errichtet wurde, und der vielen anderen Taufsteinen der Waldemarzeit, u. a. dem in der benachbarten St. Petri-Kirche in Rieseby, ähnelt. Er besteht aus rötlich-grauem Granit und ist mit einem Rankenornament verziert. An drei Seiten des würfelförmigen Fußes sind dreiblättrige Palmen ausgearbeitet, während die vierte Seite ein Kreuz zeigt. An den Fußenden bilden Maskenköpfe eine sichtbare Ornamentik. Zu dem Taufbecken gehört eine bemerkenswerte Taufschale aus Messing, die aus dem 16. Jahrhundert stammt. Ihr Dekor zeigt schöne Motive mit Jagdszenen. Seit dem 16. Jahrhundert wurde diese Art von Taufschalen ausschließlich von Süddeutschland importiert.
Das übrige Interieur stammt wie die Ausmalung des Chorgewölbes größtenteils aus der Zeit der Pastors Flor aus der Mitte des 17. Jahrhunderts. Älter ist nur die gotische Kreuzigungsgruppe, die auf dem Altarretabel von 1669 angebracht ist. Allerdings handelt es sich bei den Figuren, die den Gekreuzigten flankieren und möglicherweise aus einem ehemaligen spätgotischen Altar stammen, nicht um die Gottesmutter Maria und den Apostel Johannes, sondern um die heilige Katharina von Alexandrien – erkenntlich am Rad – und den Kirchenpatron Laurentius. Diese beiden Figuren stammen aus dem 13. Jahrhundert. Das Kreuz das den Altaraufbau krönt, wird dem 14. Jahrhundert zugeschrieben.
Eine ehemalige Triumphkreuzgruppe, die sich heute im Landesmuseum für Kunst und Kulturgeschichte auf Schloss Gottorf befindet, wurde um 1300 hergestellt. Dieses Werk ist von außergewöhnlich künstlerischer Qualität. Lange Zeit lag es unbeachtet auf dem Dachboden der Kirche, bis es 1904 dem Landesmuseum übergeben wurde.
Aus der Zeit um 1600 stammt die Renaissancekanzel. Schlanke Felder werden von Pilastern flankiert. Die Ecken des fünfseitigen Korbes sind mit korinthischen Säulen dekoriert. 1933 wurde diese Kanzel mit einem neuen Fuß und einer neuen Treppe ausgestattet.
Eine Besonderheit ist ein Gemälde von 1683 neben der Kanzel, das die ersten acht Pastoren nach der Reformation von einem Priester, der zum Luthertum übertrat, bis zu dem in diesem Jahr verstorbenen Bernhard Flor zeigt. Der Erste, ein Herr Benedictus, steht vor einem Altar, auf dem neben einem Kruzifix auch ein Kelch als Symbol für das Abendmahl in beiderlei Gestalt steht, und weist auf das Evangelium. Rosenkranz und Mitra zu seinen Füßen symbolisieren das überwundene Papsttum. Bernhard Flor, der letzte in der Reihe, hält dagegen die Kirchenordnung in der Hand. Hinter ihm ist die von ihm renovierte Kirche abgebildet.
Die Orgel erstellte die Orgelbaufirma Paschen 1972. Sie ersetzte eine ältere ausgediente Orgel, die aus dem Jahr 1832 stammte und ihren Platz im Chor hatte. Die jetzige Orgel steht auf einer Westempore, die eine kleine Besonderheit aufzeigt. Auf dem Orgelprospekt sind zwei kleine Barockengel auf Konsolen sitzend, mit Bratsche und Geige spielend, sichtbar. Ein dritter Engel, von denen alle einmal Teil eines barocken Orgelprospektes waren, befindet sich seit 1904 im Landesmuseum Schleswig.
Die Gewölbeausmalung im Chor stammt aus der Mitte des 17. Jahrhunderts. Abgebildet sind Himmelfahrt, jüngstes Gericht, Auferstehung und Christi Erscheinung.

## Friedhof

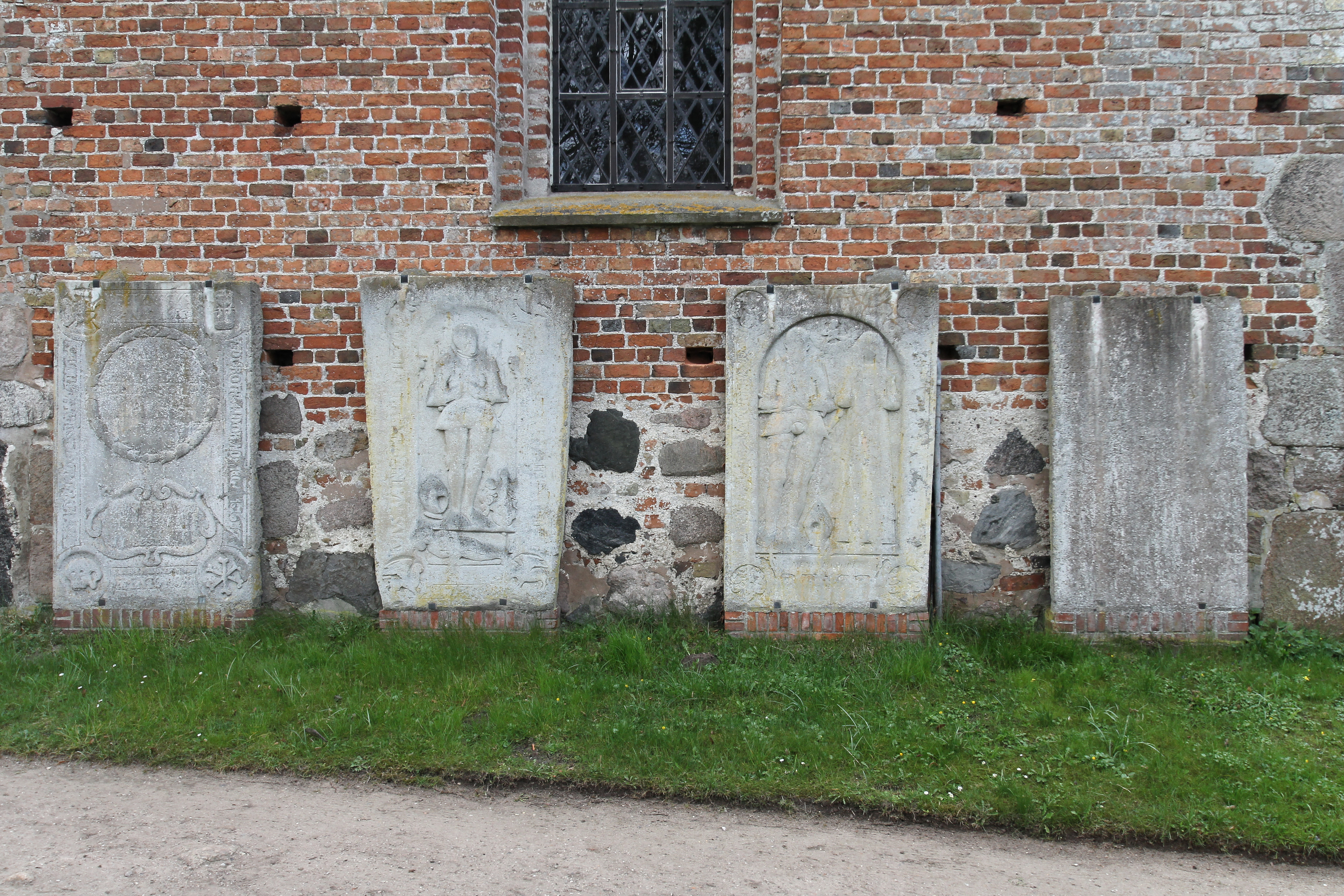
Grabplatten

Die Herren der Güter Eschelsmark und Ornum wurden in und bei der Kirche beigesetzt. Die Gutsherren von Eschelsmark hatten eine Gruft unter dem Altarraum, die 1968 zugemauert wurden. Die Gruft des Guts Ornum liegt auf dem Friedhof.  An der Außenwand des Chores sind Grabplatten aufgestellt, die bis 1968 im Mittelgang der Kirche lagen.

## Kirchengemeinde
Zur Kirchengemeinde des Laurentius-Kirche Kosel gehören die Kommunalgemeinden Kosel, Fleckeby, Güby und Hummelfeld mit Ausnahme von Elmenhorst, das zur Kirchengemeinde Hütten gehört. Die Gemeinde besitzt neben der Laurentius-Kirche die in den 1950er Jahren errichtete Kreuzkirche auf dem Friedhof in Fleckeby sowie eine 1794 erbaute Kapelle in der Nähe von Louisenlund und eine weitere kleine Kapelle am Missionshaus in Missunde.
Während die übrigen Kirchengemeinden der Halbinsel Schwansen 2020 zur Kirchengemeinde Schwansen fusionierten, blieb die Kirchengemeinde Kosel selbständig und bildet mit Hütten eine Region.